# Croll Building

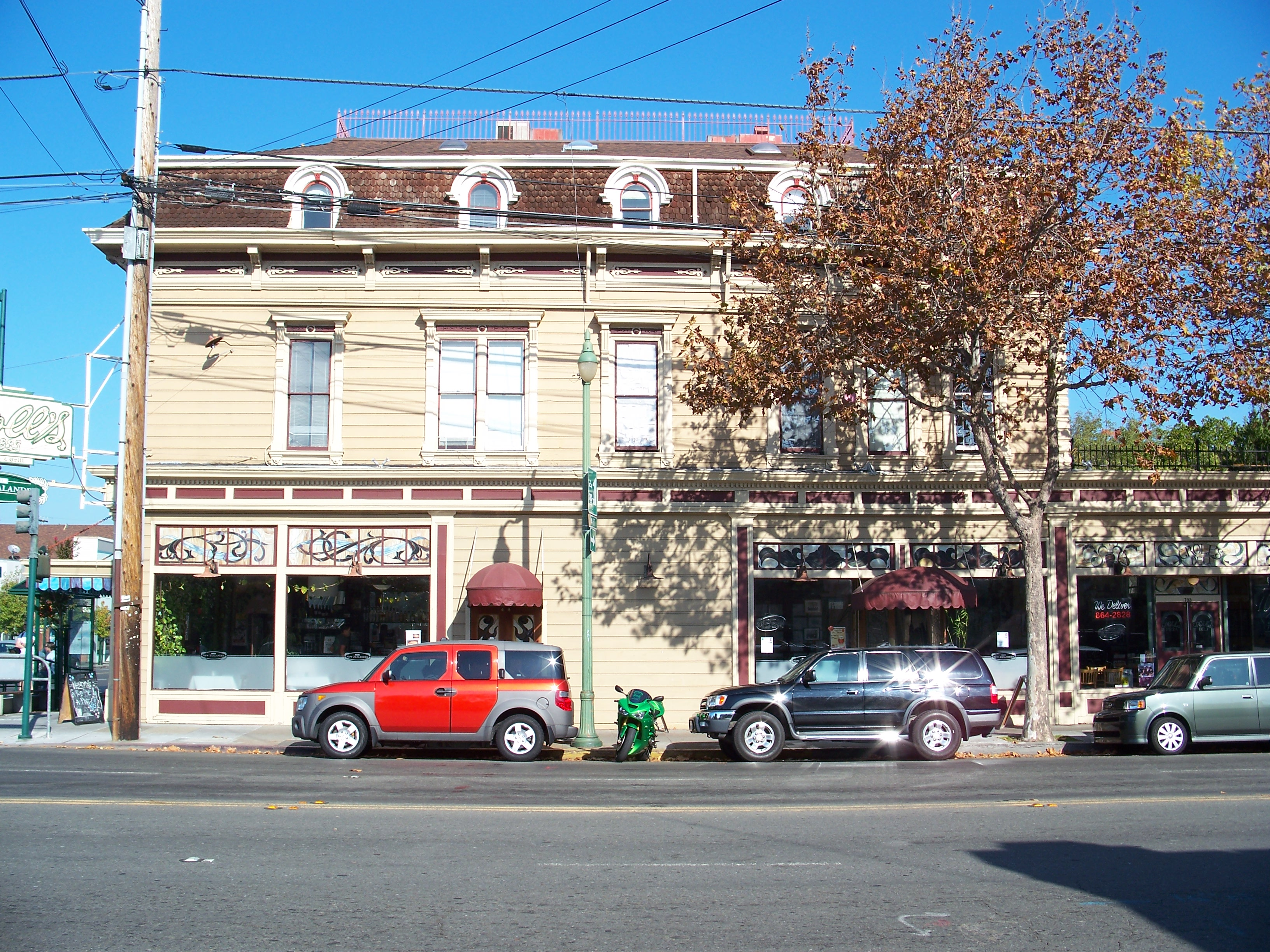
Das Croll Building an der Adresse 1400 Webster Street

Die erste Version des Croll Building in Alameda, Kalifornien wurde 1879 im Vergnügungspark Croll's Gardens erbaut. 1908 wurde es an den heutigen Standort umgesetzt. Das heutige Croll Building  diente als Croll’s Gardens and Hotel vielen Box-Legenden um die Jahrhundertwende (1883–1914) als Aufenthalt und Trainingsräumlichkeit. Bekannte Gäste waren James J. Corbett, Bob Fitzsimmons, Jim Jeffries und Jack Johnson.
Heute beherbergt das Hotel ein Restaurant namens 1400 Bar & Grill, im ersten Stockwerk befindet sich ein Apartment-Hotel, und im zweiten Geschoß sind Büros. Die Ausstattung des Restaurants erinnert an jene Zeit, in welchem der benachbarte Vergnügungspark Neptune Beach in Betrieb war (1917–1939).
Das Croll Building ist als bedeutsames, schützenswertes historisches Wahrzeichen anerkannt, sowohl vom Bundesstaat Kalifornien wie auch vom US-Innenministerium.